# كاتي وليامز
كاتي وليامز (بالإنجليزية: Katie Williams)‏ (24 مايو 1984 ببانغور في المملكة المتحدة - ) هي لاعبة كرة قدم بريطانية في مركز الدفاع. شاركت مع منتخب ويلز لكرة القدم للسيدات. أما مع النوادي، فقد لعبت مع نادي ليفربول لكرة القدم للسيدات وBlackburn Rovers W.F.C. ‏ وFredericksburg Lady Gunners ‏ وTranmere Rovers L.F.C. ‏.

## وصلات خارجية
- كاتي وليامز على موقع الاتحاد الأوربي (الإنجليزية)